# Hitoshi Tomishima
Hitoshi Tomishima (冨嶋 均 Tomishima Hitoshi?), född 1 juni 1964 i Kumamoto prefektur, är en japansk tidigare fotbollsspelare.
Tomishima började sin karriär 1986 i All Nippon Airways (Yokohama Flügels). Med Yokohama Flügels vann han japanska cupen 1993. Efter Yokohama Flügels spelade han för Fukuoka Blux. Han avslutade karriären 1995.